# Erich Cuntz
Erich Cuntz (* 23. Dezember 1916; † 1. Juni 1975) war ein deutscher Hockeyspieler.
Erich Cuntz von der TSV Sachsenhausen 1857 gewann mit seinem Verein 1939 und 1943 die deutsche Meisterschaft. In den Jahren vor und während des Zweiten Weltkrieges erreichten die Frankfurter um Karl Dröse, Hermann Auf der Heide und Erich Cuntz insgesamt sechsmal das Finale um die deutsche Meisterschaft.
Cuntz debütierte 1935 in der deutschen Hockeynationalmannschaft. Bei den Olympischen Spielen 1936 in Berlin kam der Stürmer nur im Spiel gegen Afghanistan zum Einsatz, in dem er aber zwei Tore zum 4:1-Sieg beisteuerte. Die deutsche Mannschaft verlor erst im Endspiel gegen die damals als unschlagbar geltende indische Hockeymannschaft und gewann die Silbermedaille. Insgesamt wirkte Erich Cuntz von 1935 bis 1939 in elf Länderspielen mit.